# Dreamtime
Dreamtime је девети албум британског састава Стренглерс објављен октобра 1986. године. Појавио се на ЦД-у 2001. са шест додатних ствари.